# Kultproswiet
Kultproswiet (ros. Культпросвет, pol. Kultura dla światła) – dziesiąty album studyjny białoruskiego zespołu rockowego Lapis Trubieckoj, kończący trylogię Agitpop.

## Lista utworów
| Nr  | Tytuł utworu       | Oryginalna pisownia tytułu | Długość |
| --- | ------------------ | -------------------------- | ------- |
| 1.  | „Buriewiestnik”    | «Буревестник»              | 2:33    |
| 2.  | „Anarcho-turist”   | «Анархо-турист»            | 2:18    |
| 3.  | „Biesy”            | «Бесы»                     | 2:47    |
| 4.  | „Mistier Łoch”     | «Мистер Лох»               | 4:39    |
| 5.  | „Bołt”             | «Болт»                     | 3:18    |
| 6.  | „Krasnyj fakieł”   | «Красный факел»            | 2:53    |
| 7.  | „Puls epochi”      | «Пульс эпохи»              | 4:07    |
| 8.  | „Zombi-roboty”     | «Зомби-роботы»             | 1:59    |
| 9.  | „Rużowyja akulary” | «Ружовыя акуляры»          | 3:17    |
| 10. | „Nigilist”         | «Нигилист»                 | 2:19    |
| 11. | „Swieżyj wietier”  | «Свежый ветер»             | 3:21    |
| 12. | „Swietlaczki”      | «Светлячки»                | 1:23    |
|     |                    |                            | 34:54   |

## Twórcy
- Siarhiej Michałok – wokal
- Pawieł Bułatnikau – wokal, tamburyn
- Rusłan Uładyka – gitara, akordeon, klawisze
- Pawieł Kuziukowicz – trąbka, chórki
- Iwan Hałuszka – puzon, chórki
- Dzianis Sturczanka – gitara basowa
- Alaksandr Starażuk – perkusja[3]